# Phú Hưng (An Giang)
Phú Hưng is een xã in het district Phú Tân, een van de districten in de Vietnamese provincie An Giang in de Mekong-delta.